# 15 Brygada Lotnictwa (Federacja Rosyjska)
15 Brygada Lotnictwa – samodzielny związek taktyczny Sił Zbrojnych Federacji Rosyjskiej w ramach Zachodniego Okręgu Wojskowego; podlega 1. Dowództwu Sił Powietrznych i Obrony Przeciwlotniczej.
Siedzibą sztabu i dowództwa brygady jest Ostrow.